# Kiss One More Time
Singles de Tommy february6
EVERYDAY AT THE BUS STOP
(2001) Bloomin'!
(2002)
♥Kiss♥ One More Time est le 2e single de Tommy february6 sorti le 21 novembre 2001 au Japon. Il atteint la 20e place du classement de l'Oricon et reste classé pendant 10 semaines. Les trois pistes se trouvent sur l'album Tommy february6 et sur la compilation Strawberry Cream Soda Pop "Daydream".
Toutes les paroles sont écrites par Tommy february6, toute la musique est composée par Malibu Convertible.
| 1. | ♥Kiss♥ One More Time                                        |  |
| 2. | Tommy Feblatte, Macaron. (トミーフェブラッテ、マカロン。)   |  |
| 3. | ★Candy Pop in Love★                                         |  |
| 4. | ♥Kiss♥ One More Time (Sunaga't Experience's Euro/Set Remix) |  |